# Australische Cricket-Nationalmannschaft in Neuseeland in der Saison 1981/82
Die Tour der australischen Cricket-Nationalmannschaft nach Neuseeland in der Saison 1981/82 fand vom 13. Februar bis zum 22. März 1982 statt. Die internationale Cricket-Tour war Bestandteil der Internationalen Cricket-Saison 1981/82 und umfasste drei Tests und drei ODIs. Australien gewann die ODI-Serie 2–1, während die Test-Serie 1–1 unentschieden endete.

## Vorgeschichte
Australien spielte zuvor eine Tour gegen die West Indies, für Neuseeland war es die erste Tour der Saison.
Das letzte Aufeinandertreffen der beiden Mannschaften bei einer Tour fand in der Saison 1980/81 in Australien statt.

## Stadien
Die folgenden Stadien wurden für die Tour als Austragungsort vorgesehen.
| Stadion        | Stadt        | Kapazität | Spiele          |
| -------------- | ------------ | --------- | --------------- |
| Eden Park      | Auckland     | 50.000    | 2. Test; 1. ODI |
| Lancaster Park | Christchurch | 38.628    | 3. Test         |
| Carisbrook     | Dunedin      | 29.000    | 2. ODI          |
| Basin Reserve  | Wellington   | 11.000    | 1. Test; 3. ODI |

## Kaderlisten
Die Kaderlisten wurden vor der Tour bekanntgegeben.
| Test | Test | ODI | ODI |
| Neuseeland | Australien | Neuseeland | Australien |
| --- | --- | --- | --- |
| - Chris Cairns - Ewen Chatfield - Jeremy Coney - Martin Crowe - Bruce Edgar - Richard Hadlee - Geoff Howarth - Danny Morrison - Ian Smith - Martin Snedden - Gary Troup - John Wright | - Terry Alderman - Allan Border - Greg Chappell - John Dyson - Merv Hughes - Bruce Laird - Dennis Lillee - Geoff Marsh - Jeff Thomson - Graeme Wood - Bruce Yardley | - Bruce Blair - Chris Cairns - Ewen Chatfield - Jeremy Coney - Martin Crowe - Bruce Edgar - Richard Hadlee - Geoff Howarth - Richard Reid - Ian Smith - Martin Snedden - Gary Troup - John Wright | - Terry Alderman - Allan Border - Greg Chappell - John Dyson - Merv Hughes - Bruce Laird - Dennis Lillee - Geoff Marsh - Len Pascoe - Jeff Thomson - Graeme Wood |

## One-Day Internationals

### Erstes ODI in Auckland
| 13. Februar Scorecard | Auckland | Neuseeland 240-6 (50)          | – | Australien 194 (44.5) |
|                       |          | Neuseeland gewinnt mit 46 Runs |   |                       |

### Zweites ODI in Dunedin
| 17. Februar Scorecard | Dunedin (CS) | Neuseeland 159-9 (49/49)         | – | Australien 160-4 (45/49) |
|                       |              | Australien gewinnt mit 6 Wickets |   |                          |

### Drittes ODI in Wellington
| 20. Februar Scorecard | Wellington | Neuseeland 74 (29)               | – | Australien 75-2 (20.3) |
|                       |            | Australien gewinnt mit 8 Wickets |   |                        |

## Tests

### Erster Test in Wellington
| 26. Februar – 2. März Scorecard | Wellington | Neuseeland 266-7d (116) | – | Australien 85-1 (38) |
|                                 |            | Remis                   |   |                      |

### Zweiter Test in Auckland
| 12. – 16. März Scorecard | Auckland | Australien 210 (68.3) & 280 (138) | – | Neuseeland 387 (150.3) & 190-5 (29.4) |
|                          |          | Neuseeland gewinnt mit 5 Wickets  |   |                                       |

### Dritter Test in Christchurch
| 19. – 22. März Scorecard | Christchurch | Australien 353 (89.5) & 69-2 (25.3) | – | Neuseeland 149 (52.2) & 272 (97.3) (f/o) |
|                          |              | Australien gewinnt mit 8 Wickets    |   |                                          |